# Campeonato Mundial de Natación en Piscina Corta de 2014 - 400 metros combinado individual femenino
La prueba de 400 metros combinado individual femenino de natación en el Campeonato Mundial de Natación en Piscina Corta de 2014, tuvo lugar el 3 de diciembre de 2014.

## Records
|    | Nadador        | País        | Tiempo  | Lugar    | Fecha                   |
| -- | -------------- | ----------- | ------- | -------- | ----------------------- |
| RM | Katinka Hosszú | Hungría     | 4:20.83 | Doha     | 28 de agosto de 2014    |
| RC | Hannah Miley   | Reino Unido | 4:23.14 | Istanbul | 12 de diciembre de 2012 |

Los siguientes récords se establecieron durante la prueba:
| Fecha          | Fase  | Nombre          | País    | Tiempo  | Récord |
| -------------- | ----- | --------------- | ------- | ------- | ------ |
| 3 de diciembre | Serie | Katinka Hosszú  | Hungría | 4:21.05 | RC     |
| 3 de diciembre | Final | Mireia Belmonte | España  | 4:19.86 | RM, RC |

- RM: Récord mundial.
- RC: Récord de campeonato.

## Resultados

### Series
Las series se realizaron a las 12:16 (hora local de Catar).
| Posición | Serie | Línea | Nombre              | Nacionalidad    | Tiempo  | Notas |
| -------- | ----- | ----- | ------------------- | --------------- | ------- | ----- |
| 1        | 3     | 4     | Katinka Hosszú      | Hungría         | 4:21.05 | Q, CR |
| 2        | 2     | 4     | Mireia Belmonte     | España          | 4:26.16 | Q     |
| 3        | 2     | 3     | Hannah Miley        |                 | 4:27.45 | Q     |
| 4        | 3     | 5     | Caitlin Leverenz    | Estados Unidos  | 4:28.43 | Q     |
| 5        | 2     | 5     | Elizabeth Beisel    | Estados Unidos  | 4:28.75 | Q     |
| 6        | 3     | 0     | Barbora Závadová    | República Checa | 4:29.95 | Q     |
| 7        | 3     | 3     | Miho Takahashi      | Japón           | 4:30.20 | Q     |
| 8        | 3     | 6     | Sakiko Shimizu      | Japón           | 4:31.20 | Q     |
| 9        | 2     | 7     | Zsuzsanna Jakabos   | Hungría         | 4:31.95 |       |
| 10       | 3     | 1     | María Vilas         | España          | 4:32.54 |       |
| 11       | 3     | 2     | Yana Martynova      | Rusia           | 4:33.21 |       |
| 12       | 2     | 2     | Ellen Fullerton     | Australia       | 4:33.52 |       |
| 13       | 1     | 2     | Nguyễn Thị Ánh Viên | Vietnam         | 4:34.49 |       |
| 14       | 3     | 9     | Tanja Kylliainen    | Finlandia       | 4:35.91 |       |
| 15       | 3     | 7     | Viktoriia Maliutina | Rusia           | 4:36.91 |       |
| 16       | 1     | 3     | Anja Klinar         | Eslovenia       | 4:37.23 |       |
| 17       | 2     | 8     | Emily Overholt      | Canadá          | 4:37.42 |       |
| 18       | 2     | 0     | Julie Lauridsen     | Dinamarca       | 4:38.58 |       |
| 19       | 2     | 6     | Zhou Min            | China           | 4:40.67 |       |
| 20       | 1     | 5     | Ranokhon Amanova    | Uzbekistán      | 4:41.39 |       |
| 21       | 2     | 1     | Mei Xueyan          | China           | 4:41.81 |       |
| 22       | 1     | 4     | Florencia Perotti   | Argentina       | 4:48.71 |       |
| 23       | 2     | 9     | Samantha Arevalo    | Ecuador         | 4:50.96 |       |
| 24       | 1     | 1     | Hannah Dato         | Filipinas       | 4:54.74 |       |
| 25       | 1     | 6     | Souad Cherouati     | Argelia         | 4:55.72 |       |
| 26       | 1     | 7     | Antonia Roth        | Namibia         | 4:57.68 |       |
| 27       | 1     | 8     | María Far Núñez     | Panamá          | 5:03.98 |       |
| 28       | 1     | 0     | Diana Basho         | Albania         | 5:43.88 |       |
| —        | 3     | 8     | Stefania Pirozzi    | Italia          |         | DNS   |

### Final
La final se realizó a las 19:08 (hora local de Catar).
| Posición          | Serie | Línea            | Nombre          | Nacionalidad | Tiempo |
| ----------------- | ----- | ---------------- | --------------- | ------------ | ------ |
| Medalla de oro    | 5     | Mireia Belmonte  | España          | 4:19.86      | RM, RC |
| Medalla de plata  | 4     | Katinka Hosszú   | Hungría         | 4:22.94      |        |
| Medalla de bronce | 3     | Hannah Miley     | Reino Unido     | 4:24.74      |        |
| 4                 | 2     | Elizabeth Beisel | Estados Unidos  | 4:25.56      |        |
| 5                 | 1     | Miho Takahashi   | Japón           | 4:27.61      |        |
| 6                 | 6     | Caitlin Leverenz | Estados Unidos  | 4:28.74      |        |
| 7                 | 7     | Barbora Závadová | República Checa | 4:30.95      |        |
| 8                 | 8     | Sakiko Shimizu   | Japón           | 4:32.92      |        |